# Dominique Rollin
Dominique Rollin (nascido a 29 de outubro de 1982 em Boucherville, Quebec) é um ciclista profissional canadiano.
Após estrear em 2001, com a equipa canadiana Sympatico-Jet Fuel Coffee, em 2003 decidiu, baixar a amadores, até que em 2007 voltou a profissionais da mão da equipa Kodakgallery.com-Sierra Nevada Brewing Co.
Esteve em equipas modestas, até que em 2009, alinhou pela Cervélo Test Team, também correu durante três temporadas com a equipa francesa Fdj.fr. Depois de uma temporada sem equipa, em 2015 militou nas fileiras do conjunto Cofidis.

## Palmarés
2005
- 1 etapa do Tour de Beauce

2006
- Campeonato do Canadá em Estrada
- 1 etapa do Tour de Gironde

2007
- 3 etapas do An Post Rás

2008
- 1 etapa do Volta a Califórnia
- Rochester, mais uma etapa
- 1 etapa do y